# Литонија (Охајо)
Литонија (енгл. Leetonia) град је у америчкој савезној држави Охајо.

## Демографија
По попису из 2010. године број становника је 1.959, што је 84 (-4,1%) становника мање него 2000. године.
| Група             | 2000.         | 2010.         |
| Белци             | 2.011 (98,4%) | 1.907 (97,3%) |
| Афроамериканци    | 6 (0,3%)      | 4 (0,2%)      |
| Азијати           | 1 (0,0%)      | 5 (0,3%)      |
| Хиспаноамериканци | 17 (0,8%)     | 15 (0,8%)     |
| Укупно            | 2.043         | 1.959         |